# (35877) 1999 JR75
1999 JR75 (asteroide 35877) é um asteroide da cintura principal. Possui uma excentricidade de 0.19365680 e uma inclinação de 7.44444º.
Este asteroide foi descoberto no dia 10 de maio de 1999 por LINEAR em Socorro.